# Hypoxidaceae
Las hipoxidáceas (Hypoxidaceae) son una familia de plantas monocotiledóneas, herbáceas, bulbosas y perennes pertenecientes al orden Asparagales. Comprenden nueve géneros y unas ciento cincuenta especies distribuidas en regiones templado-cálidas a tropicales de África, Asia, América y Australia.
Las hipoxidáceas pueden ser reconocidas por sus rosetas basales de hojas plicadas o al menos plegadas y con bases persistentes, su indumento no glandular es bastante prominente. En las flores, el verticilo externo de tépalos tiende a ser verde por fuera, y el ovario es  ínfero; muchas veces hay una parte delgadamente tubular en el ápice del ovario formado por los tépalos unidos o por un pico apical del mismo ovario.

## Descripción
Las hipoxidáceas son plantas herbáceas y perennes que presentan cormos o rizomas como órganos subterráneos de supervivencia. Son, en general, de hábito terrestre si bien algunas especies son acuáticas. El follaje puede permanecer todo el año (siempreverdes o perennifolios) o caer durante la estación seca (caducifolios).
Las hojas son alternas, sésiles o pecioladas, simples. La lámina foliar es entera, lineal o lanceolada, paralelinervada. Los bordes de la lámina son enteros. Las hojas presentan un meristema basal persistente y desarrollo basípeto (es decir se desarrollan desde la base de la planta hacia el extremo).
Las flores son hermafroditas, regulares, cíclicas y compuestas por verticilos trímeros. El tubo perigonial (una unión de los tépalos en su base) puede estar presente o ausente. Tienen cuatro o seis tépalos, libres o soldados, en dos ciclos similares. El color de los tépalos puede ser amarillo, blanco, o, más raramente, rojo.
El androceo consta de cuatro o seis estambres fértiles, más raramente tres. Los estambres son libres, usualmente unidos al perigonio y más o menos unidos o libres del gineceo. Las anteras son basi o dorsifijas, con dehiscencia longitudinal. La microsporogénesis es sucesiva, los granos de polen presentan dos células cuando llegan a la madurez.
El gineceo es tricarpelar, el ovario es ínfero y tiene dos o tres lóculos (uno solo en el caso de Empodium). Presentan uno o tres estilos, libres o parcialmente unidos, con canal estilar. El estigma es del tipo seco y con papilas. Los óvulos pueden ser arilados o no arilados, anátropos o hemianátropos, bitégmicos. El desarrollo del saco embrionario es del tipo Polygonum o tipo Allium. Los núcleos polares se fusionan previo a la fertilización. Las antípodas son proliferativas o efímeras. El desarrollo del endosperma es nuclear o helobial.
Las flores son solitarias o se hallan dispuestas en varios tipos de inflorescencias terminales: racimos, espigas, umbelas y capítulos. Pueden o no presentar brácteas involucrales.
Los frutos pueden ser carnosos (bayas) o secos (cápsulas), dehiscentes o indehiscentes. Las semillas presentan endosperma oleoso con la testa con fitomelaninas, negra o marrón. El embrión es corto y poco diferenciado.
Los números cromosómicos básicos son x=6 a 9 y 11, los cromosomas presentan una longitud de dos a cinco µm.

### Fitoquímica
Las hipoxidáceas no son plantas cianogenéticas. No presentan tampoco alcaloides, protoantocianidinas, ácido elágico ni saponinas. Presentan, por el contrario, flavonoles, como por ejemplo, la quercitina.

## Filogenia y taxonomía

### Filogenia

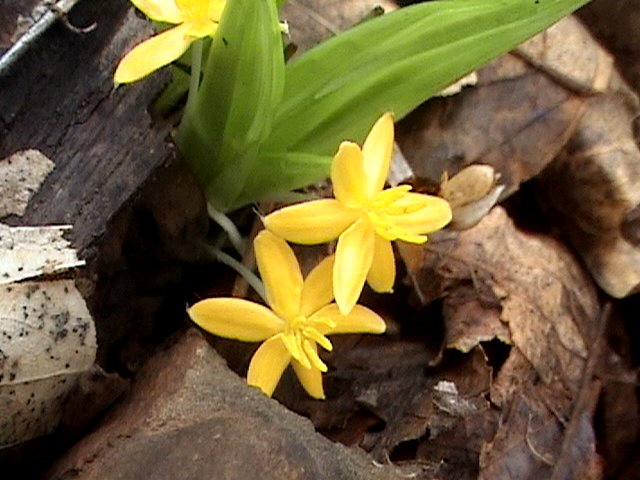
Flores y hojas Curculigo orchioides

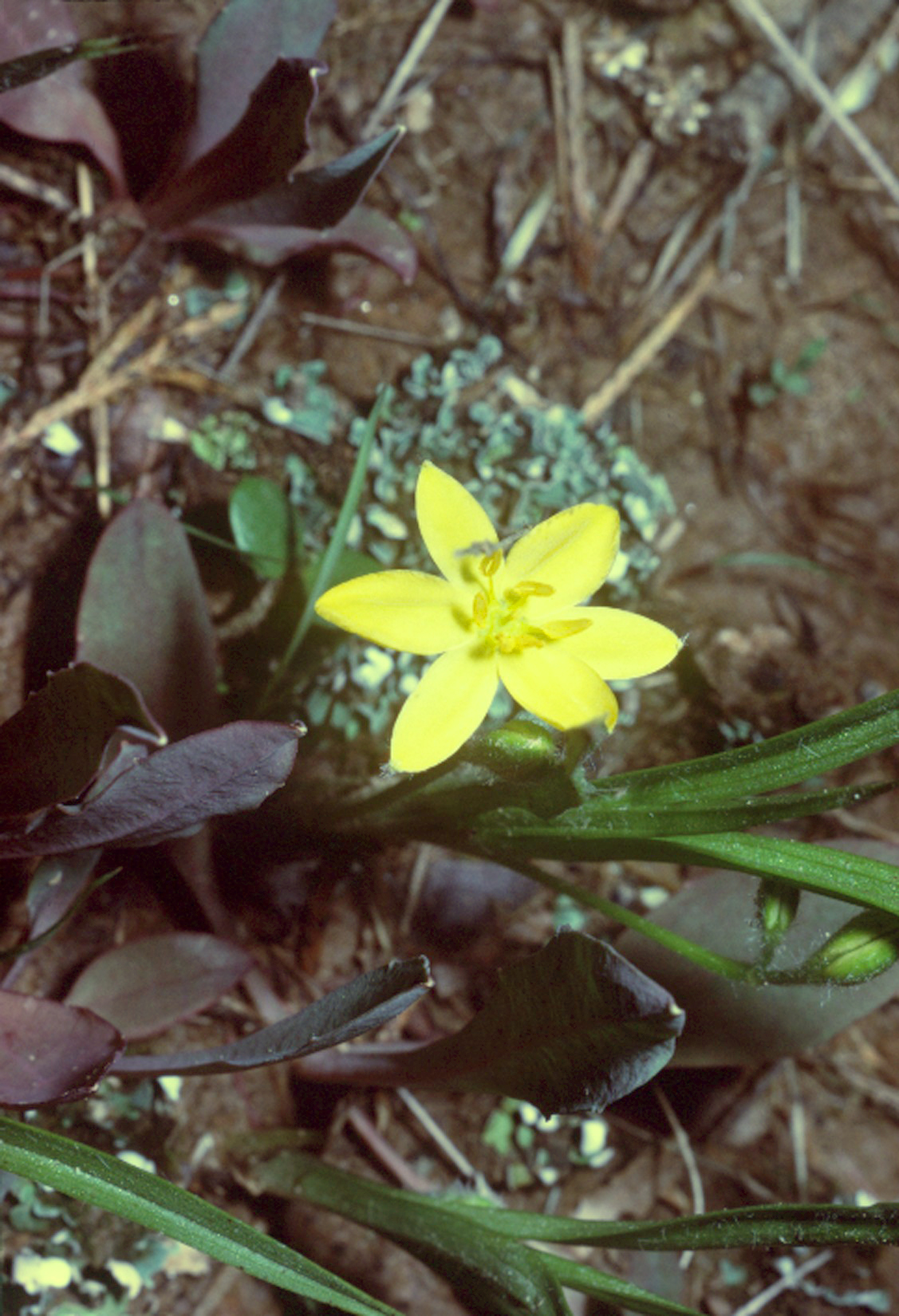
Flor de Hypoxis hirsuta

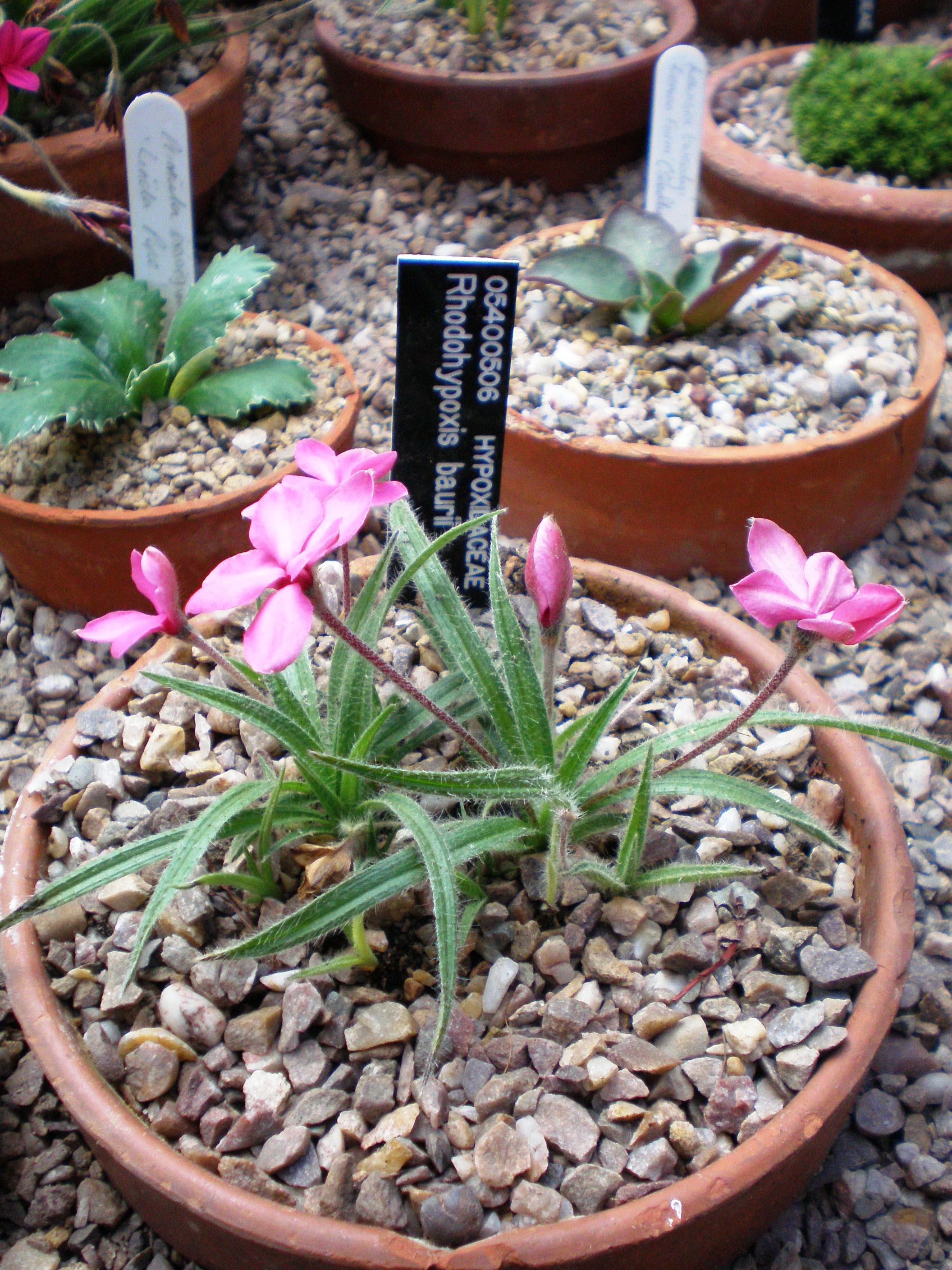
Aspecto general de las plantas en flor de Rhodohypoxis baurii

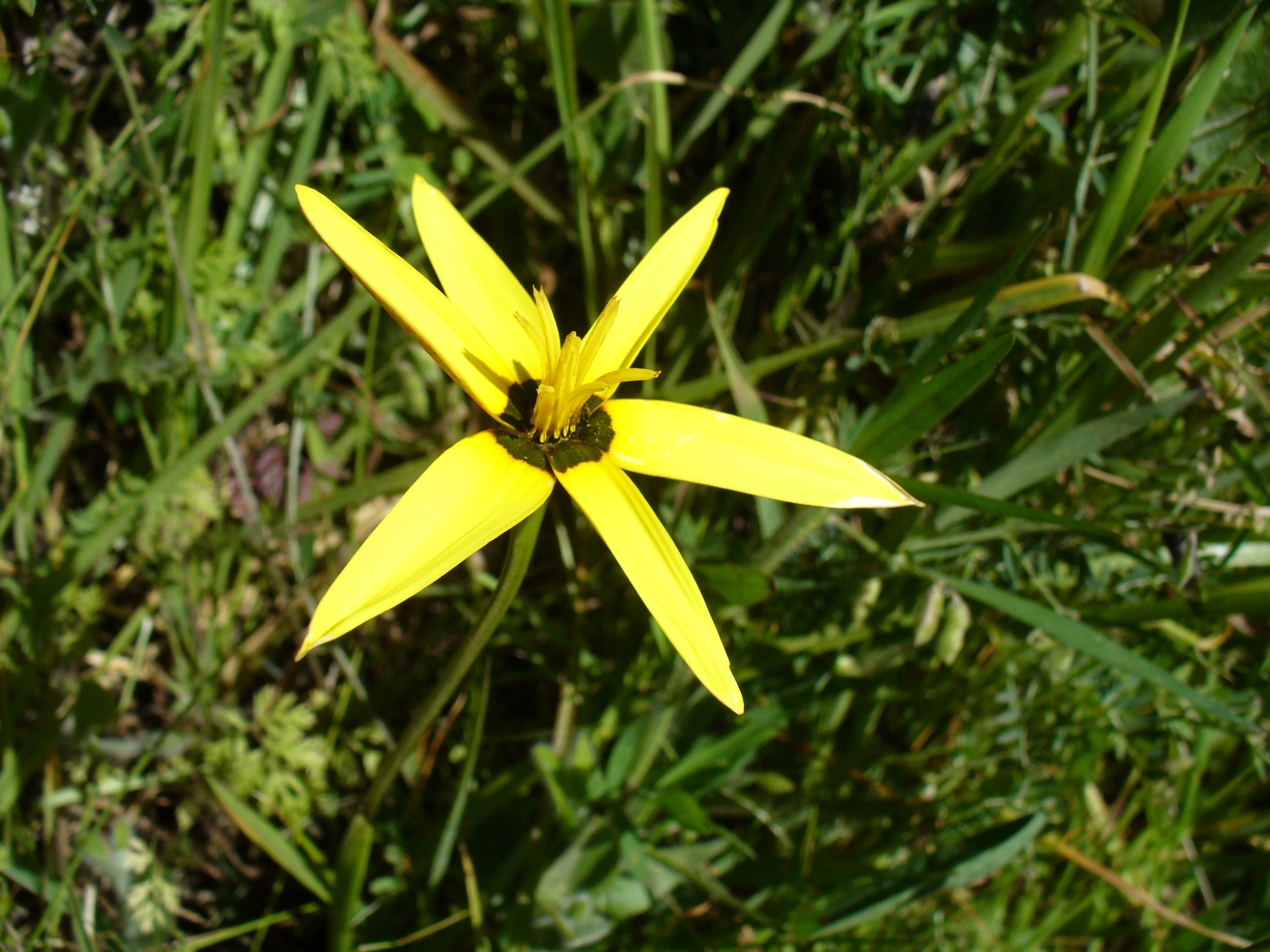
Flor de Spiloxene capensis

Lanariaceae con su único género Lanaria fue considerado un miembro de Haemodoraceae) o Tecophilaeaceae). Estas dos familias junto con Asteliaceae, Blandfordiaceae y probablemente también Boryaceae forman un clado. Una sinapomorfía potencial para estas familias es la estructura del óvulo: al menos Asteliaceae, Blandfordiaceae, Lanariaceae e Hypoxidaceae poseen una constricción chalazal y una cofia nuclear que los caracteriza. Se ha sugerido que estas familias, excluyendo a Boryaceae, fueran fusionadas en una amplia circunscripción de las hipoxidáceas.
Los análisis moleculares también indican que dentro del clado descripto, las familias Asteliaceae, Hypoxidaceae y Lanariaceae forman a su vez un clado. La morfología también provee algún apoyo para estas relaciones, ya que Asteliaceae e Hypoxidaceae forman rosetas cubiertas con pelos multicelulares ramificados (también Lanariaceae posee pelos multicelulares), y las tres familias poseen canales radiculares llenos de mucílago. Sin embargo, Blandfordia (único género de Blandfordiaceae) no comparte estos caracteres. Además, este clado posee estomas paracíticos, la lámina de la hoja con una vena media distintiva, el gineceo más o menos ínfero, y una micrópila biestomática. Finalmente, Asteliaceae e Hypoxidaceae comparten otros caracteres que no están presentes en los restantes miembros del clado: poseen flavonoles, endosperma de paredes delgadas, cotiledón no fotosintético y la lígula larga.
Las relaciones descriptas quedan condensadas en el cladograma que se muestra más abajo, para algunas de las familias del orden Asparagales relacionadas con Hipoxidaceae.
|  | Lanariaceae                                                  |
|  |                                                              |
|  | \| \| Asteliaceae \| \| \| \| \| \| Hypoxidaceae \| \| \| \| |
|  |                                                              |
|  | Asteliaceae                                                  |
|  |                                                              |
|  | Hypoxidaceae                                                 |
|  |                                                              |

|  | Asteliaceae  |
|  |              |
|  | Hypoxidaceae |
|  |              |

|  | Lanariaceae                                                  |
|  |                                                              |
|  | \| \| Asteliaceae \| \| \| \| \| \| Hypoxidaceae \| \| \| \| |
|  |                                                              |
|  | Asteliaceae                                                  |
|  |                                                              |
|  | Hypoxidaceae                                                 |
|  |                                                              |

|  | Asteliaceae  |
|  |              |
|  | Hypoxidaceae |
|  |              |

|  | Lanariaceae                                                  |
|  |                                                              |
|  | \| \| Asteliaceae \| \| \| \| \| \| Hypoxidaceae \| \| \| \| |
|  |                                                              |
|  | Asteliaceae                                                  |
|  |                                                              |
|  | Hypoxidaceae                                                 |
|  |                                                              |

|  | Asteliaceae  |
|  |              |
|  | Hypoxidaceae |
|  |              |

|  | Lanariaceae                                                  |
|  |                                                              |
|  | \| \| Asteliaceae \| \| \| \| \| \| Hypoxidaceae \| \| \| \| |
|  |                                                              |
|  | Asteliaceae                                                  |
|  |                                                              |
|  | Hypoxidaceae                                                 |
|  |                                                              |

|  | Asteliaceae  |
|  |              |
|  | Hypoxidaceae |
|  |              |

|  | Lanariaceae                                                  |
|  |                                                              |
|  | \| \| Asteliaceae \| \| \| \| \| \| Hypoxidaceae \| \| \| \| |
|  |                                                              |
|  | Asteliaceae                                                  |
|  |                                                              |
|  | Hypoxidaceae                                                 |
|  |                                                              |

|  | Asteliaceae  |
|  |              |
|  | Hypoxidaceae |
|  |              |

|  | Lanariaceae                                                  |
|  |                                                              |
|  | \| \| Asteliaceae \| \| \| \| \| \| Hypoxidaceae \| \| \| \| |
|  |                                                              |
|  | Asteliaceae                                                  |
|  |                                                              |
|  | Hypoxidaceae                                                 |
|  |                                                              |

|  | Asteliaceae  |
|  |              |
|  | Hypoxidaceae |
|  |              |

|  | Lanariaceae                                                  |
|  |                                                              |
|  | \| \| Asteliaceae \| \| \| \| \| \| Hypoxidaceae \| \| \| \| |
|  |                                                              |
|  | Asteliaceae                                                  |
|  |                                                              |
|  | Hypoxidaceae                                                 |
|  |                                                              |

|  | Asteliaceae  |
|  |              |
|  | Hypoxidaceae |
|  |              |

|  | Lanariaceae                                                  |
|  |                                                              |
|  | \| \| Asteliaceae \| \| \| \| \| \| Hypoxidaceae \| \| \| \| |
|  |                                                              |
|  | Asteliaceae                                                  |
|  |                                                              |
|  | Hypoxidaceae                                                 |
|  |                                                              |

|  | Asteliaceae  |
|  |              |
|  | Hypoxidaceae |
|  |              |

|  | Lanariaceae                                                  |
|  |                                                              |
|  | \| \| Asteliaceae \| \| \| \| \| \| Hypoxidaceae \| \| \| \| |
|  |                                                              |
|  | Asteliaceae                                                  |
|  |                                                              |
|  | Hypoxidaceae                                                 |
|  |                                                              |

|  | Asteliaceae  |
|  |              |
|  | Hypoxidaceae |
|  |              |

|  | Lanariaceae                                                  |
|  |                                                              |
|  | \| \| Asteliaceae \| \| \| \| \| \| Hypoxidaceae \| \| \| \| |
|  |                                                              |
|  | Asteliaceae                                                  |
|  |                                                              |
|  | Hypoxidaceae                                                 |
|  |                                                              |

|  | Asteliaceae  |
|  |              |
|  | Hypoxidaceae |
|  |              |

|  | Lanariaceae                                                  |
|  |                                                              |
|  | \| \| Asteliaceae \| \| \| \| \| \| Hypoxidaceae \| \| \| \| |
|  |                                                              |
|  | Asteliaceae                                                  |
|  |                                                              |
|  | Hypoxidaceae                                                 |
|  |                                                              |

|  | Asteliaceae  |
|  |              |
|  | Hypoxidaceae |
|  |              |

|  | Lanariaceae                                                  |
|  |                                                              |
|  | \| \| Asteliaceae \| \| \| \| \| \| Hypoxidaceae \| \| \| \| |
|  |                                                              |
|  | Asteliaceae                                                  |
|  |                                                              |
|  | Hypoxidaceae                                                 |
|  |                                                              |

|  | Asteliaceae  |
|  |              |
|  | Hypoxidaceae |
|  |              |

|  | Lanariaceae                                                  |
|  |                                                              |
|  | \| \| Asteliaceae \| \| \| \| \| \| Hypoxidaceae \| \| \| \| |
|  |                                                              |
|  | Asteliaceae                                                  |
|  |                                                              |
|  | Hypoxidaceae                                                 |
|  |                                                              |

|  | Asteliaceae  |
|  |              |
|  | Hypoxidaceae |
|  |              |

|  | Lanariaceae                                                  |
|  |                                                              |
|  | \| \| Asteliaceae \| \| \| \| \| \| Hypoxidaceae \| \| \| \| |
|  |                                                              |
|  | Asteliaceae                                                  |
|  |                                                              |
|  | Hypoxidaceae                                                 |
|  |                                                              |

|  | Asteliaceae  |
|  |              |
|  | Hypoxidaceae |
|  |              |

|  | Lanariaceae                                                  |
|  |                                                              |
|  | \| \| Asteliaceae \| \| \| \| \| \| Hypoxidaceae \| \| \| \| |
|  |                                                              |
|  | Asteliaceae                                                  |
|  |                                                              |
|  | Hypoxidaceae                                                 |
|  |                                                              |

|  | Asteliaceae  |
|  |              |
|  | Hypoxidaceae |
|  |              |

|  | Lanariaceae                                                  |
|  |                                                              |
|  | \| \| Asteliaceae \| \| \| \| \| \| Hypoxidaceae \| \| \| \| |
|  |                                                              |
|  | Asteliaceae                                                  |
|  |                                                              |
|  | Hypoxidaceae                                                 |
|  |                                                              |

|  | Asteliaceae  |
|  |              |
|  | Hypoxidaceae |
|  |              |

### Taxonomía
Numerosos taxónomos del siglo XX incluyeron a las hipoxidáceas como una subfamilia (Hypoxidoideae) dentro de una amplia circunscripción de la familia de las amarilidáceas. Modernamente, fue emplazada como una familia independiente, pero dentro del orden de las Liliales por A. Takhtajan y por Rolf Dahlgren. En el Sistema de Cronquist también eran reconocidas como una familia independiente pero más afín a las liliáceas. Finalmente, los sistemas de clasificación de plantas del siglo XXI, tales como el sistema de clasificación APG III reconocen a esta familia pero la incluyen dentro del orden de las Asparagales.
Los géneros de hipoxidáceas, conjuntamente con su publicación válida, distribución y número de especies se listan a continuación::
- Curculigo Gaertn., Fruct. Sem. Pl. 1: 63 (1788). Comprende trece especies de regiones tropicales y subtropicales del Hemisferio Sur. Presentan un rizoma como órgano subterráneo de perpetuación y de reserva. Las flores son amarillas, con un largo tubo perigonial. El fruto es una baya que se halla rodeada por las bases foliares y lleva el tubo perigonial persistente.[16]

- Empodium Salisb., Gen. Pl.: 43 (1866). Comprende siete especies oriundas de Sudáfrica. El órgano subterráneo de reserva es un cormo, las hojas son lineales o con forma de espada y las flores tienen forma de estrella, amarillas por dentro y verdes por afuera. Florece en el otoño.[17]

- Hypoxidia F. Friedmann, Bull. Mus. Natl. Hist. Nat., B, Adansonia 1984: 454 (1985). Incluye dos especies de las islas Seychelles, las cuales han sido tratadas dentro de Curculigo por algunos taxónomos.[18]

- Hypoxis L., Syst. Nat. ed. 10, 2: 986 (1759). Es el género más grande de la familia, con 87 especies que se distribuyen en África tropical y subtropical, América, sudeste de Asia y Australia. El órgano subterráneo de reserva es un rizoma vertical o un cormo. Las hojas son pilosas y las flores con forma de estrella, usualmente amarillas y, algunas veces, blancas. No presentan tubo perigonial y el fruto es una cápsula.[19][20][21]

- Molineria Colla, Hortus Ripul., App. 2: 333 (1826). Incluye siete especies con una amplia distribución, desde Asia tropical hasta Australia (Queensland).

- Pauridia Harv., Gen. S. Afr. Pl.: 341 (1838). Comprende sólo dos especies oriundas de la Provincia Occidental del Cabo. Presentan cormos como órganos de reserva. Las flores tienen forma de campana y son de color blanco a rosado pálido.[22]

- Rhodohypoxis Nel, Bot. Jahrb. Syst. 51: 257 (1914). Es un género de 6 especies nativas de Sudáfrica, particularmente de la región de las montañas Drakensberg. Se trata de pequeños geófitos perennes hasta de quince centímetros de altura que pierden su parte aérea y permanecen en reposo durante el invierno. El órgano de reserva subterráneo es un rizoma. Los tépalos de las flores son blancos, rosas o rojos o variegados de rosa y blanco. Por sus bellas y coloridas flores, las especies de Rhodohypoxis se utilizan como ornamentales en muchos países, existiendo numerosas variedades en el comercio. La especie más comúnmente cultivada es Rhodohypoxis baurii.[23]

- Saniella Hilliard & B.L.Burtt, Notes Roy. Bot. Gard. Edinburgh 36: 70 (1978). Incluye dos especies oriundas de la provincia del Cabo hasta Lesoto. Muy similares a los géneros Pauridia y Empodium.[24]

- Spiloxene Salisb., Gen. Pl.: 44 (1866). Comprende diecinueve especies que se distribuyen desde Namibia a la provincia del Cabo. Es un género estrechamente relacionado con Hypoxis y, de hecho, muchos taxónomos lo incluían en él hasta hace poco tiempo. Presenta cormos que se reemplazan anualmente. Las flores tienen forma de estrella y son de color dorado a amarillo, aunque también hay especies con flores blancas y, raramente, rosadas. Florece en la primavera.[25][26]

## Importancia económica
Se utilizan en varias partes del mundo como plantas ornamentales. Los géneros que se cultivan con ese objeto son Curculigo, Hypoxis y Rhodohypoxis.  Molineria capitulata (Lour.) Herb., nativa de Indochina, se cultiva como planta ornamental en Costa Rica.

### Lecturas sugeridas
- Rudall, P. J., Chase, M. W., Cutler, D. F., Rusby, J., de Bruijn, A. Y. 1998. «Anatomical and molecular systematics of Asteliaceae and Hypoxidaceae.» Bot. J. Linn. Soc. 127. 1-42.
- Singh, Y. 2007 «Hypoxis (Hypoxidaceae) in southern Africa: taxonomic notes.» S. Afr. J. Bot. 73. (3): 360-365.
- Singh, Y. 2006. «Hypoxis (Hypoxidaceae) in Africa: list of species and infraspecific names.» Bothalia 36. (1): 13-23.
- Wiland Szymanska, J., Nordal, I. 2006. «Flora of tropical East Africa. Hypoxidaceae.» Kew: Royal Botanic Gardens, Kew for the East African Governments 25p. ISBN 1-84246-167-2